# 鄂州西站
鄂州西站，原名鄂城站，鄂州当地人称“老火车站”，是位于中国湖北省鄂州市鄂城区西南处的一座火车站，现在位于武九铁路鄂州西附属线上，站场中心位于该线K7+850处。车站建于1957年，随武大铁路开通于1958年7月。车站在新鄂城车站（今鄂州站）建设前为鄂州市的铁路运输的中心，在新站开通后改称鄂城西站（后改为鄂州西站），仅办理货运运输。后因武九铁路复线化建设，正线不再经由车站站场，经由站场的原线路改称鄂州西附属线。如今车站普通货物仅办理散堆装发到，专用线办理宝武集团鄂城钢铁有限公司（鄂城钢铁厂、鄂钢）专用铁路的接送车服务。

## 历史
车站建于1957年，1958年7月开通。建站初期有股道3.5条，货运主要负责鄂城钢铁厂专用线的列车接发。1971年，武大铁路复线化改造，股道达6.5条。至1990年，车站有8条股道，其中正线2条、到发线4条、货物线2条，另有3座旅客站台。1996年7月，铁路部门决意于江碧路修建新的鄂城车站，1998年7月1日建成投用，新的鄂城站投用后，本站改称鄂州西站，并取消客运业务。2003年，为迎接中國铁路第六次大提速，武九线复线化及扩能改造项目开工，2005年完工，工程完成后，新的武九铁路不再经由本站站场，樊口站（2016年鄂州北站开通后废止）至鄂州站间的旧线改称鄂州西附属线。2019年武汉局集团与鄂州三江港合作，首开铁水联运班列，铁矿石在三江港上岸后直接通过鄂州北站及本站进入鄂钢厂区。

## 图集

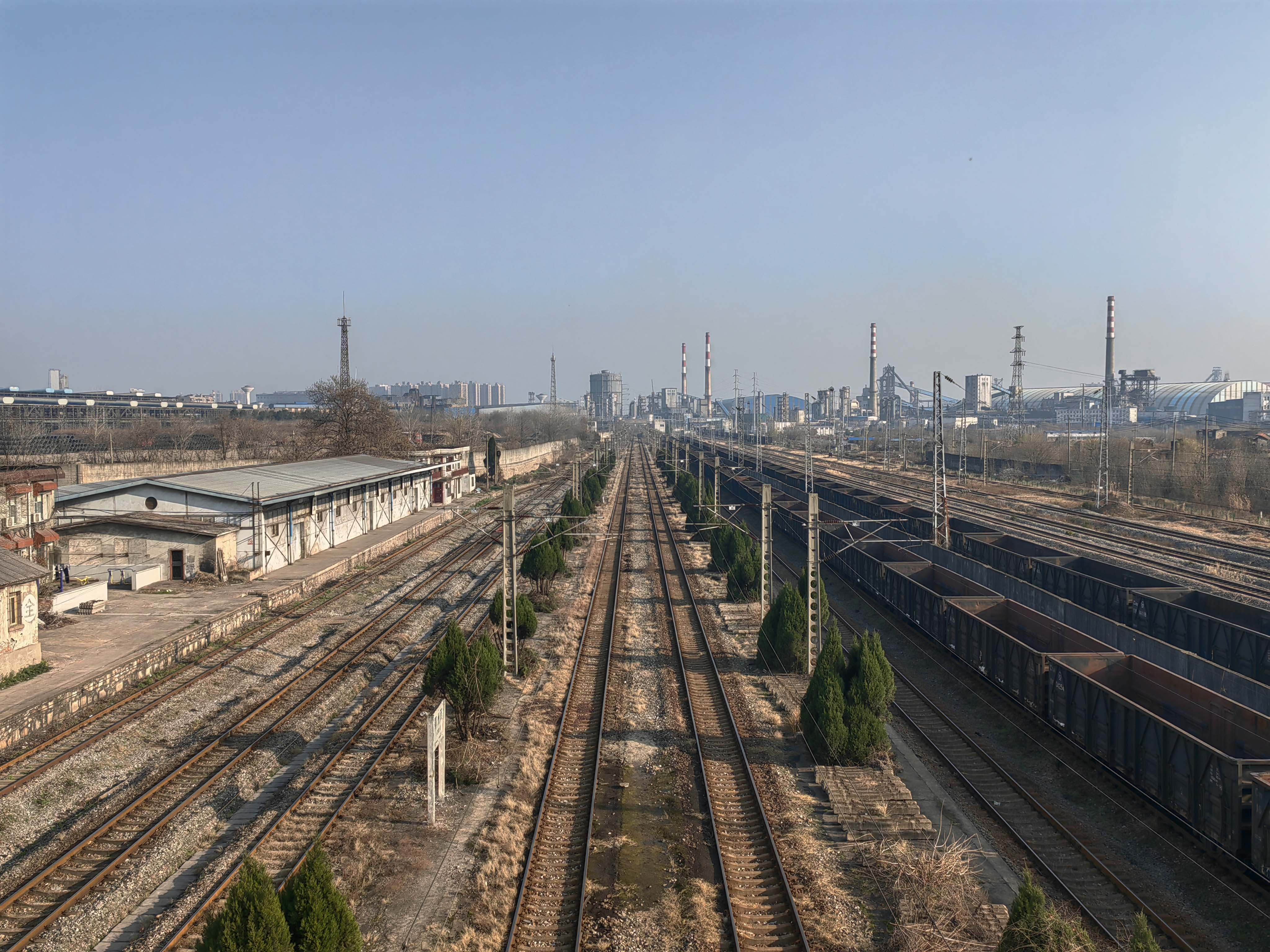
自国铁场望向鄂钢
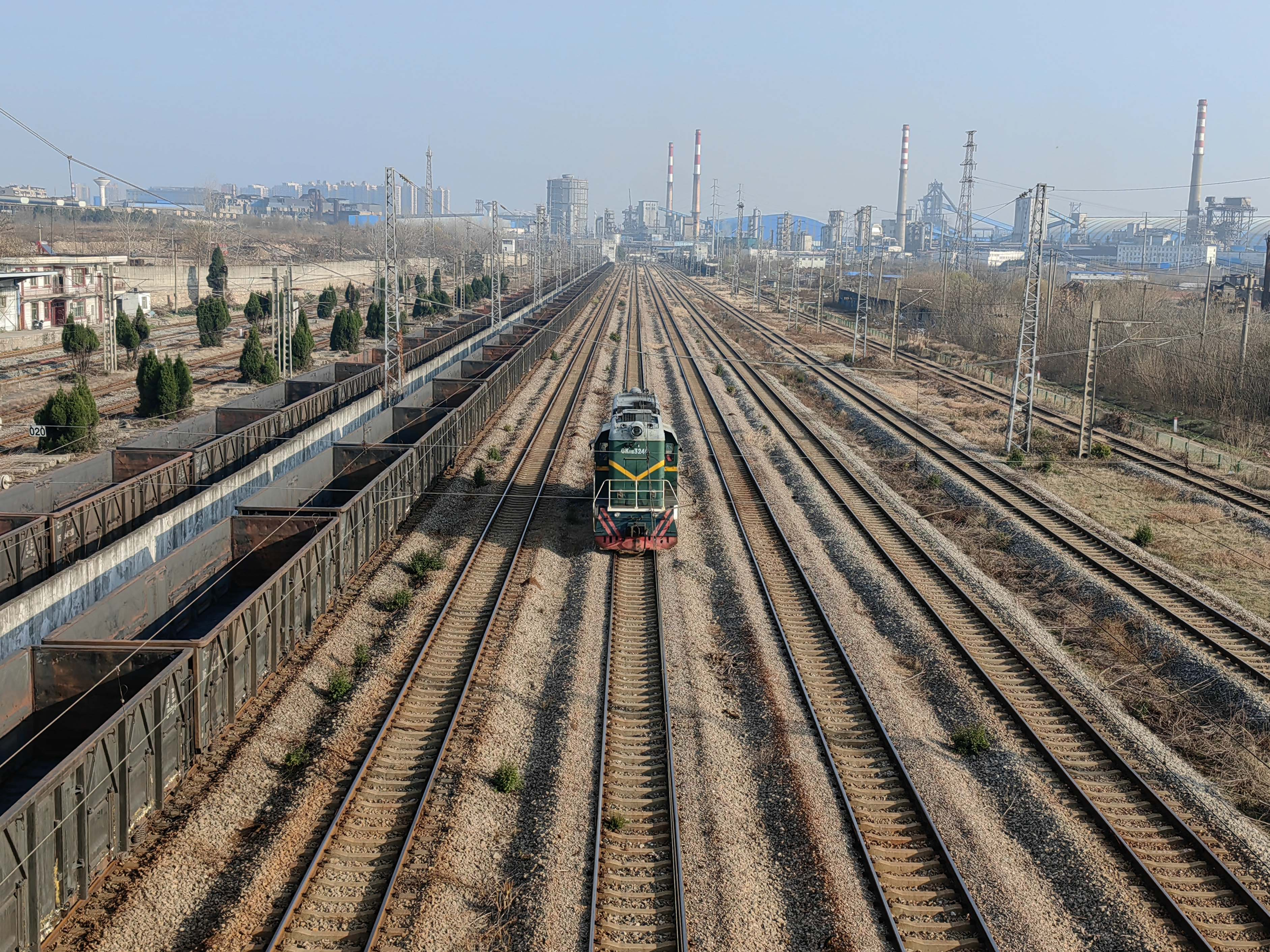
自鄂钢场望向鄂钢，可见鄂钢自备车
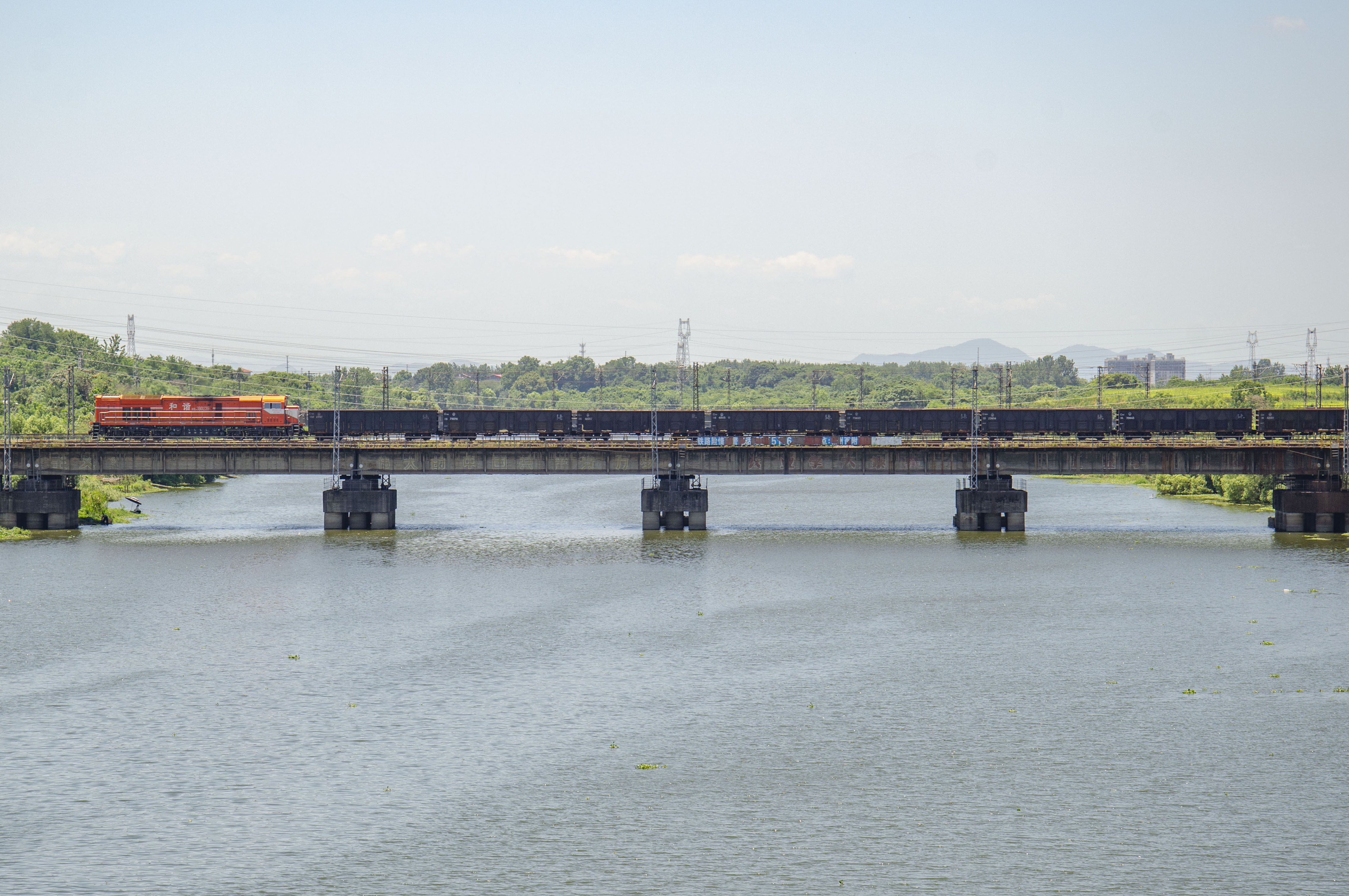
车站站调牵引自三江港经鄂州北站而来列车通过站场西头鄂城铁路大桥